# Bożewo (gmina)
Bożewo – dawna gmina wiejska istniejąca w XIX wieku w guberni płockiej. Siedzibą władz gminy było Bożewo.
Za Królestwa Polskiego gmina Bożewo należała do powiatu sierpeckiego w guberni płockiej.
Gmina została zniesiona w 1874 roku; odtąd figuruje nowa gmina Lisewo, utworzona z obszarów dotychczasowych gmin Bożewo i Smoszewo.